# Придонецьке
Придоне́цьке — село в Україні, у Оскільській сільській територіальній громаді Ізюмського району Харківської області. Населення становить 11 осіб. До 2020 орган місцевого самоврядування — Заводська сільська рада.

## Географія
Село Придонецьке знаходиться за 3 км від річки Сіверський Донець (лівий берег), село оточене великим лісовим масивом (сосна, береза). В селі і навколо нього кілька невеликих озер.

## Історія
- 1929 - дата заснування.
- 19 липня 2020 року, в результаті адміністративно-територіальної реформи та ліквідації Ізюмського району (1923—2020), село увійшло до складу новоутвореного Ізюмського району[1].

## Населення
За переписом населення України 2001 року в селі мешкало 7 осіб.

### Мова
Розподіл населення за рідною мовою за даними перепису 2001 року:
| Мова       | Відсоток |
| ---------- | -------- |
| російська  | 63,64 %  |
| українська | 36,36 %  |

## Економіка
- Придонецьке лісництво.
- «Придонецьке», держ. мисливське госп-во. Полювання та рибальство.
- «Придонецьке», ПСП.
- Навколо села кілька газових свердловин і газопроводів.